# Holm of Scockness
Pour les articles homonymes, voir Holm.
Holm of Scockness est une île du Royaume-Uni située dans l'archipel des Orcades en Écosse.